# نشر استغلالي
في النشر الأكاديمي، يعتبر النشر الاستغلالي نموذج الأعمال الذي يتضمن فرض رسوم النشر للمؤلفين دون توفير خدمات التحرير والنشر كما هو الحال في المجلات المشروعة (سواء كانت من مجلات الوصول الحر أو لا). قائمة بل التي يجري تحديثها بانتظام من قبل جيفري بل ، يحدد معايير لتصنيف المنشورات الاستغلالية وقوائم الناشرين والمجلات المستقلة التي تلبي تلك المعايير.
وخصوصا العلماء من البلدان النامية والتي هي في خطر من أن تصبح ضحية لهذه الممارسات.